# Adonea algerica
Espèce
Synonymes
- Eresus algericus El-Hennawy, 2004

Adonea algerica est une espèce d'araignées aranéomorphes de la famille des Eresidae.

## Distribution
Cette espèce se rencontre de l'Algérie à Israël.

## Description
Le mâle holotype mesure 10,79 mm.

## Publication originale
- El-Hennawy, 2004 : A new species of Eresus from Algeria (Araneida: Eresidae). Serket vol. 9, p. 1-4.